# Зуев, Александр Афанасьевич
Александр Афанасьевич Зуев (16 октября 1922, теперь Российская Федерация — ?) — советский государственный деятель, 1-й секретарь Горловского горкома КПУ Донецкой области, секретарь 2-й секретарь Донецкого обкома КПУ. Кандидат в члены ЦК КПУ в 1971—1976 годах. Депутат Верховного Совета УССР 8-го созыва.

## Биография
Участник Великой Отечественной войны.
Член ВКП(б) с 1946 года.
Окончил Сталинский горно-строительный техникум.
Находился на партийной работе.
В 1963 — декабре 1964 г. — 1-й секретарь Горловского городского комитета КПУ Донецкой области.
В декабре 1964 — апреле 1971 г. — секретарь Донецкого областного комитета КПУ.
В апреле 1971—1974 г. — 2-й секретарь Донецкого областного комитета КПУ.
Работал начальником управления Министерства угольной промышленности Украинской ССР.
Потом — на пенсии в городе Донецке.

## Награды
- ордена
- медали